# Morgan Barbançon Mestre

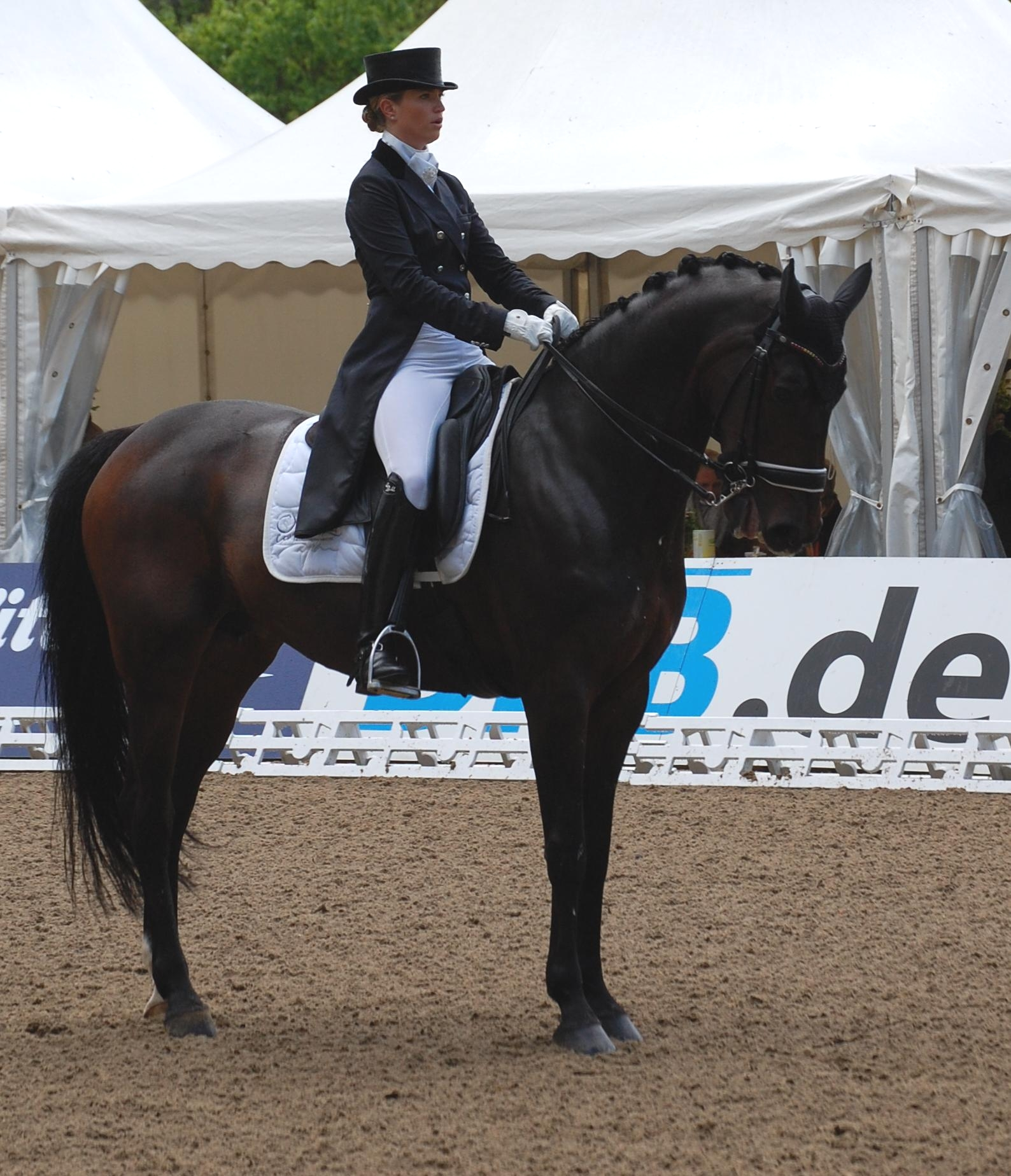
Morgan Barbançon Mestre und ihre Stute Vitana V beim 57. Deutschen Dressur-Derby (2015)

Morgan Barbançon Mestre (* 12. August 1992 in Paris, Frankreich) ist eine französisch-spanische Dressurreiterin.

## Karriere
Mit Dankeschoen ritt sie 2010 bei den Europameisterschaften der Jungen Reiter.
Mit dem Hengst Painted Black, der vormals von Anky van Grunsven geritten wurde, schaffte sie den Sprung ins Seniorenlager und ging mit ihm bei den Olympischen Spielen 2012 in London an den Start. Mit dem spanischen Team belegte sie dort Rang sieben, im Einzel ritt sie auf den 23. Platz.
Von 2010 bis 2013 trainierten sie und ihre Schwester bei Anky van Grunsven in den Niederlanden. Zuvor wurden sie von Jan Bemelmans und Jan Nivelle trainiert. Seit Mitte 2013 trainieren die Schwestern unter Andreas Helgstrand. Seit Mai 2018 tritt sie international für Frankreich an, nachdem sie zuvor Spanien repräsentiert hatte.

## Privates
Sie besuchte die International School of Geneva. Ihre Schwester  Alexandra Barbançon ist ebenfalls im Reitsport aktiv. Sie hat eine spanische Mutter und einen französischen Vater, der als Diamantenhändler arbeitet.
Seit Mitte 2012 ist Barbançon mit dem belgischen Springreiter Nicola Philippaerts liiert.

## Pferde
- Painted Black (* 1997), KWPN, Rapphengst, Vater: Gribaldi, Muttervater: Ferro; bis Ende 2011 von Anky van Grunsven geritten, im September 2015 aus dem Sport verabschiedet[2]
- Heimliche Liebe (* 2000), Hannoveraner, dunkelbraune Stute, Vater: Hohenstein, Muttervater: Davignon; seit März 2013, zuvor von Emma Kanerva geritten
- Dankeschoen (* 2002), Westfale, brauner Wallach, Vater: Douceur, Muttervater: Ehrentusch
- Ahorn (* 1999), dunkelbrauner Hengst
- Sir Donnerhall II, Oldenburger, Vater: Sandro Hit, Muttervater: Donnerhall, seit Mitte 2013.
- Girasol (* 2001), Württemberger Fuchsstute, Vater: Gribaldi, Muttervater: Landioso; bis 2010 von Jasmin Schaudt geritten, anschließend bis Sommer 2015 von Nadine Capellmann geritten[3]

## Erfolge
- Olympische Spiele:
  - 2012, London: 23. Platz im Einzel und 7. Platz mit der Mannschaft; mit Painted Black